# Gasthaus zum Schex

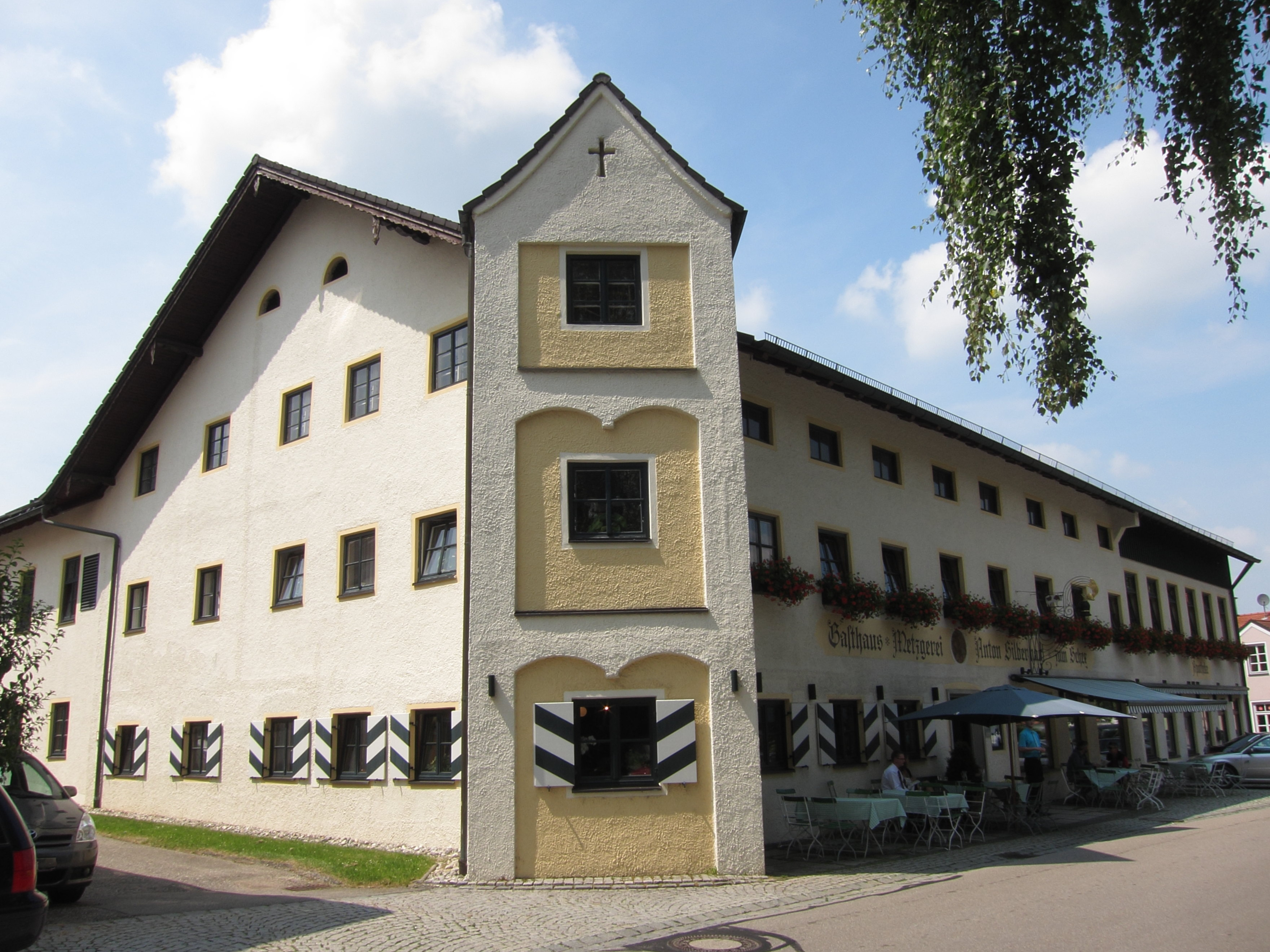
Gasthaus zum Schex

Das Gasthaus zum Schex ist ein Restaurant in einem historischen Gebäude in St. Wolfgang (Oberbayern).

## Geschichte
Das Gebäude, das einst dem Chorherrenstift gehörte,  entstand im 16. Jahrhundert. Im 19. Jahrhundert wurde das Anwesen von Josef Schex erworben, dessen Namen das Gasthaus bis heute trägt. Sebastian Silbernagl kaufte das Haus im Jahre 1895, das von der Familie nun  in der 4. Generation geführt wird.
Eine kulturgeschichtliche Besonderheit ist die schwere, spätgotische Balkendecke in der Gaststube, in der früher Gericht gehalten wurde. Die Inschrift des Deckenbalkens von 1756 lautet: O Richter richte recht. Gott ist Herr und Du bist Knecht, gleich wie du Mensch wirst hier richten mich, so wird Gott auch dort richten Dich. Hervorzuheben sind auch der Eck-Bodenerker und die Stichbodenfriesen.
Das Gasthaus verfügt über mehrere Säle und Gasträume.

## Auszeichnungen
Nach eigener Aussage wurde das Gasthaus seit 1985 bei allen Wettbewerben „Bayerische Küche“ ausgezeichnet.
- Bayerische Küche 2010: Gold[2]
- Bayerische Küche 2007: Gold[3]
- Gastronomiepreis 2009 (1. und 3. Platz)[4]